# Мелец (гмина)
Ме́лец (пол. Mielec) — сельская гмина (волость) в Польше, входит как административная единица в Мелецкий повет Подкарпатского воеводства. Население — 12 008 человек (на 2004 год).

## Демография
Данные на 30 июля 2004 года:
| Перепись                       | Всего   | Всего | Женщины | Женщины | Мужчины | Мужчины |
| ------------------------------ | ------- | ----- | ------- | ------- | ------- | ------- |
| Единицы                        | человек | %     | человек | %       | человек | %       |
| Население                      | 12 008  | 100   | 6046    | 50,3    | 5962    | 49,7    |
| Плотность населения (чел./км²) | 98,3    | 98,3  | 49,5    | 49,5    | 48,8    | 48,8    |

## Поселения
1. Божа-Воля
2. Хожелюв
3. Хшонстув
4. Голешув
5. Ксёнжнице
6. Подлешаны
7. Рыдзув
8. Жендзяновице
9. Шидловец
10. Тшеснь
11. Воля-Хожелёвская
12. Воля-Мелецкая
13. Злотники

## Соседние гмины
1. Гмина Борова
2. Гмина Цмоляс
3. Гмина Чермин
4. Гмина Гавлушовице
5. Мелец
6. Гмина Нивиска
7. Гмина Пшецлав
8. Гмина Радомысль-Вельки
9. Гмина Тушув-Народовый
10. Гмина Вадовице-Гурне